# Polyrhachis brendelli
Polyrhachis brendelli (лат.) — вид древесных муравьёв из подсемейства Formicinae (отряд перепончатокрылые). Эндемик Индонезии.

## Распространение
Юго-восточная Азия: Индонезия, остров Сулавеси.

## Описание
Длина тела рабочих особей — 8,77—9,73 мм, ширина головы — 1,68—1,81 мм (длина — 2,25—2,24 мм), длина скапуса (SL) — 2,74—2,96 мм. Основная окраска тела чёрная (брюшко и ноги светлее, красновато-коричневые). На переднеспинке два крупных плечевых шипа, направленных вперёд. На петиоле также два длинных шипа, направленных вверх и назад, а также два коротких боковых шипика. Соотношение длины скапуса усиков к ширине головы (индекс скапуса, SI=SL/HW × 100) — 161—169. Соотношение ширины и длины головы (CI) у рабочих — 73—77. Ширина петиоля (PTW) — 1,26-1,36 мм, длина средней голени (MTL) — 3,12-3,48 мм. Таксон относится к подроду Myrma и группе видов Polyrhachis (Myrma) relucens species group. Вид был впервые описан в 2008 году австралийским мирмекологом Рудольфом Кохоутом (Rudolf J. Kohout; Queensland Museum, Брисбен, Австралия). Видовое название дано в честь М. Бренделла (M.J.D. Brendell), собравшего типовые экземпляры.

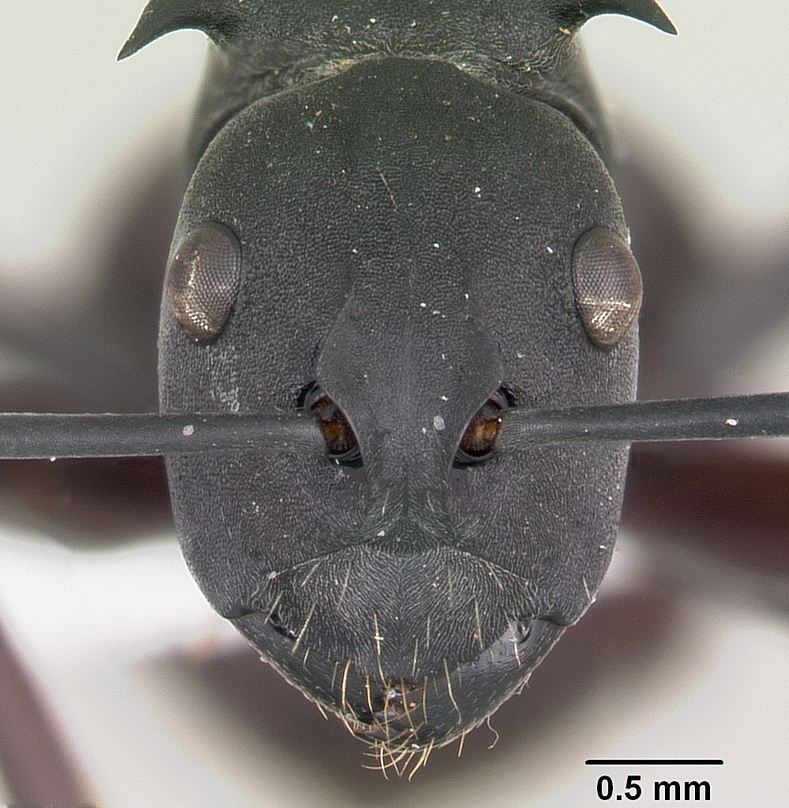
Голова
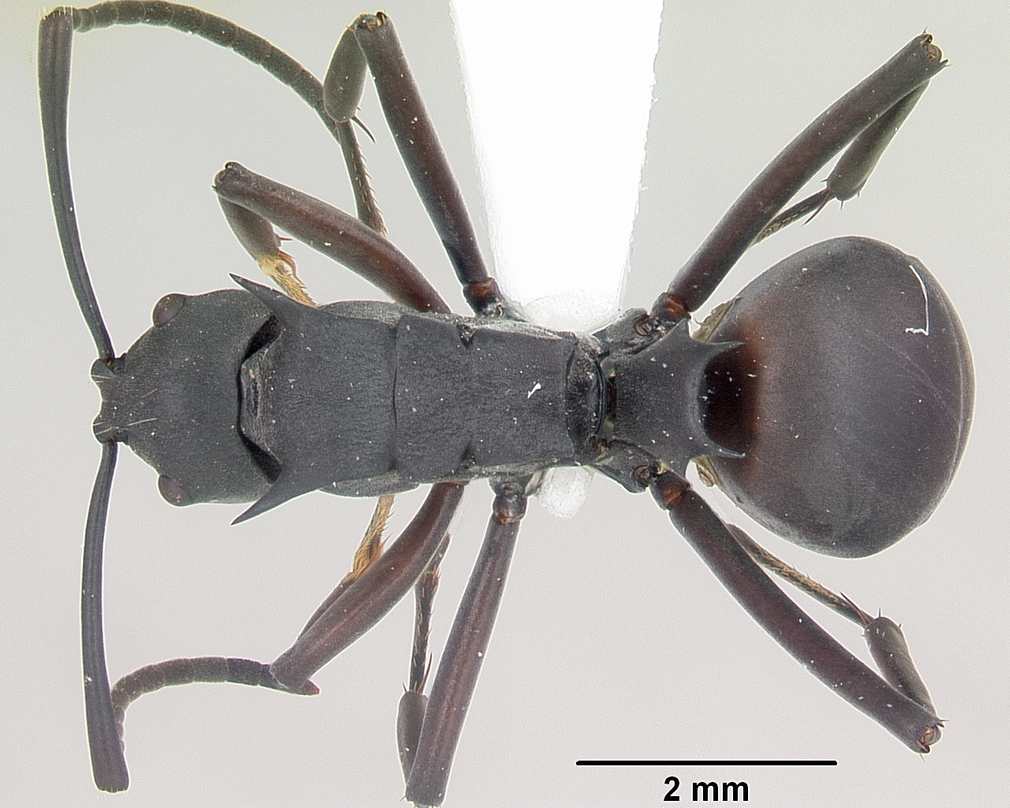
Вид сверху